# داي توماس (لاعب كرة قدم)
داي توماس (بالإنجليزية: Dai Thomas)‏ هو لاعب كرة قدم ومدرب كرة قدم بريطاني، ولد في 1 أغسطس 1926 في ويلز في المملكة المتحدة، وتوفي في 14 نوفمبر 2014. لعب مع نادي هيرفورد.